# Damalis hirtalula
Damalis hirtalula là một loài ruồi trong họ Asilidae. Damalis hirtalula được Shi miêu tả năm 1995. Loài này phân bố ở vùng Cổ Bắc giới và châu Á.